# Burham
Burham es una parroquia civil y un pueblo del distrito de Tonbridge and Malling, en el condado de Kent (Inglaterra).

## Geografía
Según la Oficina Nacional de Estadística británica, Burham tiene una superficie de 5,88 km².

## Demografía
Según el censo de 2001, Burham tenía 1251 habitantes (48,6% varones, 51,4% mujeres) y una densidad de población de 212,76 hab/km². El 19,02% eran menores de 16 años, el 75,06% tenían entre 16 y 74 y el 5,92% eran mayores de 74. La media de edad era de 39,68 años. Del total de habitantes con 16 o más años, el 23,89% estaban solteros, el 59,72% casados y el 16,39% divorciados o viudos.
El 96,81% de los habitantes eran originarios del Reino Unido. El resto de países europeos englobaban al 1,28% de la población, mientras que el 1,92% había nacido en cualquier otro lugar. Según su grupo étnico, el 98,48% eran blancos, el 0,32% mestizos, el 0,32% asiáticos, el 0,24% negros, el 0,32% chinos y el 0,32% de cualquier otro. El cristianismo era profesado por el 79,25%, el budismo por el 0,32% y el hinduismo por el 0,56%. El 14,42% no eran religiosos y el 5,45% no marcaron ninguna opción en el censo.
677 habitantes eran económicamente activos, 657 de ellos (97,05%) empleados y 20 (2,95%) desempleados. Había 526 hogares con residentes, 12 vacíos y 3 eran alojamientos vacacionales o segundas residencias.